# Historias de diván
Historias del Diván es el primer libro del argentino Gabriel Rolón. El libro es publicado por Editorial Planeta, escrito en 2007.

## Reseña
«Historias del Diván. Ocho relatos de vida» es un libro basado en casos reales en los que se nos presentan diálogos entre analista y paciente. Este libro con más de 13 ediciones se convirtió rápidamente en un superventas. "Este no es un libro escrito exclusivamente para psicólogos, sino para todo aquel que se interese en el dolor y en la posibilidad de superarlo. Sus protagonistas no han sido el fruto de un capricho literario, sino que los he visto desgarrarse, reír, llorar, frustrarse y enojarse en mi consultorio semana tras semana", escribe el licenciado Rolón en el prólogo de libro.